# Mariusz Węgłowski
Mariusz Węgłowski (ur. 1976 we Wrocławiu) – polski aktor, prezenter telewizyjny, piosenkarz, policjant – antyterrorysta.

## Służba w policji
Był policjantem-antyterrorystą SPAP we Wrocławiu w stopniu aspiranta sztabowego.

## Kariera
Na ekranie zadebiutował w 2006, pojawiając się w serialu Polsatu pt. Fala zbrodni. W 2014 dostał angaż do roli Mikołaja Białacha w serialu TV4 Policjantki i policjanci, którego zagrał również w filmach: Pokój 112 – Policjantki i policjanci (2015) i Wierna jak pies. Policjantki i policjanci (2015), a także w serialu Święty (od 2020). Pojawiał się sporadycznie w serialu Świat według Kiepskich.
W listopadzie 2017 wydał debiutancki album studyjny pt. Mówię Wam. W 2019 uczestniczył w 22. edycji programu rozrywkowego Dancing with the Stars. Taniec z gwiazdami i był bohaterem jednego z odcinków programu Nasza klasa. We wrześniu 2020 został gospodarzem programu Wspaniali ludzie.

## Filmografia
| Rok       | Tytuł                                     | Rola                                                                                   | Uwagi          |
| --------- | ----------------------------------------- | -------------------------------------------------------------------------------------- | -------------- |
| 2006–2007 | Fala zbrodni                              | oficer ABW (odc. 49); człowiek Marka Surmacza (odc. 70); człowiek „Kinga” (odc. 88-89) |                |
| 2009      | Pierwsza miłość                           | żołnierz                                                                               |                |
| 2013-2014 | Zdrady                                    | agent Robert                                                                           | odc. 3, 16, 35 |
| od 2014   | Policjantki i policjanci                  | Mikołaj Białach                                                                        |                |
| 2015      | Pokój 112. Policjantki i policjanci       | Mikołaj Białach                                                                        |                |
| 2015      | Wierna jak pies. Policjantki i policjanci | Mikołaj Białach                                                                        |                |
| 2016–2017 | Sprawiedliwi – Wydział Kryminalny         | Mikołaj Białach                                                                        |                |
| 2016-2019 | Świat według Kiepskich                    | różne, epizodyczne role                                                                |                |
| 2019      | Pierwsza miłość                           | policjant                                                                              |                |
| 2020-2022 | Święty                                    | Mikołaj Białach                                                                        |                |
| 2020      | Komisarz Alex                             | szef gangu w Łodzi Daniel Mrugacz „Mruk”                                               | odc. 174       |
| 2020      | 25 lat niewinności. Sprawa Tomka Komendy  | więzień                                                                                |                |